# Landesregierung Kery III
- SPÖ: 3
- ÖVP: 3

Die Landesregierung Kery III unter Landeshauptmann Theodor Kery (SPÖ) bildet die Burgenländische Landesregierung von der Wahl durch den Burgenländischen Landtag in der XII. Gesetzgebungsperiode am 3. November 1972 bis zur Angelobung der Landesregierung Kery IV am 27. Oktober 1977.
Nachdem die Landtagswahl 1972 kaum Verschiebungen bewirkt hatte, ging die bisherige Landesregierung ohne personelle Veränderungen in die nächste Amtsperiode und blieb bis zur Neuwahl der Regierung 1977 personell unverändert.

## Regierungsmitglieder
| Amt                            | Name               | Partei | Zuständigkeitsbereiche |
| ------------------------------ | ------------------ | ------ | ---------------------- |
| Landeshauptmann                | Theodor Kery       | SPÖ    |                        |
| Landeshauptmann-Stellvertreter | Franz Soronics     | ÖVP    |                        |
| Landesrat                      | Gerald Mader       | SPÖ    |                        |
| Landesrat                      | Helmuth Vogl       | SPÖ    |                        |
| Landesrat                      | Rudolf Grohotolsky | ÖVP    |                        |
| Landesrat                      | Josef Wiesler      | ÖVP    |                        |